# Pelle de Veroveraar
Pelle de Veroveraar (Deens: Pelle Erobreren; Zweeds: Pelle erövraren) is een film uit 1987 van de Deense regisseur Bille August. De film is gebaseerd op de gelijknamige roman van de Deense auteur Martin Andersen Nexø. Met deze film won August de Gouden Palm op het Filmfestival van Cannes in 1988.

## Verhaal
Een schip vol Zweedse emigranten komt aan het einde van de 19e eeuw aan op het Deense eiland Bornholm. Onder de passagiers bevinden zich Lasse en Pelle. Zij zijn op zoek naar werk in Denemarken. Uiteindelijk vinden ze een baan op een boerderij. Ze worden er echter gediscrimineerd, omdat ze buitenlanders zijn. Zelfs wanneer Pelle de Deense taal leert, wordt hij nog niet voor vol aangezien. Toch geven Lasse en Pelle hun dromen niet op.

## Rolverdeling
| Acteur             | Personage      |
| ------------------ | -------------- |
| Pelle Hvenegaard   | Pelle Karlsson |
| Max von Sydow      | Lasse Karlsson |
| Erik Paaske        | Voorman        |
| Troels Asmussen    | Rud            |
| Kristina Törnqvist | Anna           |
| Björn Granath      | Erik           |
| Axel Strøbye       | Herr Kongstrup |
| Sofie Gråbøl       | Juffrouw Sine  |